# エドゥアルド・サベリン
エドゥアルド・ルイス・サベリン（Eduardo Saverin、1982年3月19日 - ）はブラジルサンパウロ生まれのブラジル系アメリカ人起業家であり、マーク・ザッカーバーグほかとのFacebook共同設立者である。2011年1月4日現在、Facebookの株式の5%、25億ドルを所有している。

## 略歴
ブラジルのサンパウロで、裕福なユダヤ系ブラジル人の家族の元に生まれ、フロリダ州のマイアミで育った。エドゥアルドの父は、ブラジル人の実業家で輸出、衣料、運送、不動産を手がけていた。
マイアミでガリバー中学校へ通い、ハーバード大学へ進学。フェニックスSKクラブのメンバーとなり、Harvard Investment Associationの代表になった。 ハーバードへ通いながら自身の資産で30万ドルを石油産業へ投資している。
2006年、ハーバードを優秀な成績で卒業し、経済学士を取得した。
2011年9月頃にアメリカ国籍を放棄した。
現在、シンガポール在住とされている。

## Facebook
大学1年目でマーク・ザッカーバーグと出会う。大学2年目にFacebookの共同設立者となり、CFOとビジネスマネージャーの役割を果たした。
リーマン・ブラザーズで一時的なインターンシップのためニューヨークにいたサベリンは、夏過ぎにかけてのザッカーバーグとの内部抗争と意見の違いから、シリコンバレーで急成長を遂げる当時のthefacebookから疎遠になっていた。ベンチャー投資家やPayPalの設立者ピーター・ティール、Napsterの設立者ショーン・パーカーを主とする外部投資家がCEOであるザッカーバーグの指示のもと金融と資金調達の支配権を握り、サベリンの役割は縮小され、影響力は消滅した。サベリンは、ザッカーバーグにFacebookの所有株式を34%から0.4%に希薄化させられた後の2005年4月、ザッカーバーグとFacebookを告訴し、Facebook共同設立者としての肩書きおよび株式を取り戻した。

## 映画での描写
『ソーシャル・ネットワーク』の中で、サベリンを俳優のアンドリュー・ガーフィールドが演じた。Facebook設立からサベリンがザッカーバーグに法的措置をとるまでの、二人の関係が描かれている。
ソーシャル・ネットワークは2010年10月にアメリカで公開され、日本では2011年より上映された。

## 参照
1. ↑  “America's Youngest Billionaires”. Forbes. (2010年10月6日)
2. ↑  Mezrich, Ben. The Accidental Billionaires: The Founding of Facebook: A Tale of Sex, Money, Genius and Betrayal, 2009. pg. number?
3. ↑  Facebook revalued after investment. Newstalk.ie (2011-01-04). Retrieved on 2011-01-28.
4. ↑  THE JC
5. 1 2  Conheça Eduardo Saverin, o brasileiro que ajudou a fundar o Facebook 22/10/2010 – 07h01 / Atualizada 12/11/2010 GUILHERME TAGIAROLI E ANA IKEDA
6. ↑  "A Facebook Tale: Founder Unfriends Pals on Way Up", NPR
7. ↑  “米フェイスブック共同創業者サベリン氏、米国籍放棄で節税”. (2012年5月16日) 2014年8月3日閲覧。
8. ↑  "Facebook Co-Founder Backs Start-Up NY Times"
9. ↑  Mezrich, The Accidental Billionaires, pg. number?
10. ↑  "The Facebook Movie Is An Act Of Cold-Blooded Revenge – New, Unpublished IMs Tell The Real Story", Business Insider, September 21, 2010
11. ↑  Carvalho dos Santos, Alexandre; Marcelo Rainho (October 2009). “A misteriosa história do brasileiro que fundou o Facebook” (Portuguese). Superinteressante (São Paulo: Editora Abril) (270):  94–97. ISSN 0104-1789. OCLC 60743498.
12. ↑  Ben Mezrich Oct 23rd Uncensored Radio Interview